# Hans Hildenbrand
Hans Hildenbrand (Bad Boll, Württembergi Királyság, 1870 – Stuttgart?, 1957) német fényképész, udvari fotográfus, aki arról nevezetes, hogy már 1909-től valódi színes (nem utólag színezett), autokróm technikával készített fényképeket Németországban és elsősorban a National Geographic Magazine megbízásából világszerte. Egyedüliként készített színes fényképeket az I. világháború idején franciaországi hadszíntereken is.
Magyarországon főként azáltal lett ismert, hogy az 1930-as évek legelején a National Geographic Magazin megbízásából készített számos magyar vonatkozású színes fényképet.

## Élete, pályafutása
Hildenbrand Stuttgartban élt. A Marienstraße 32-ben rendezte be műtermét. Királyi udvari fotóssá nevezték ki. Akkoriban még szokatlan módon számos képet készített a szabadban. Például 1908. augusztus 5-én lefényképezte a Zeppelin LZ 4 léghajót Stuttgart fölött, ami hamarosan lángba borult és lezuhant. Echterdingenben a léghajó roncsairól is készített képeket, amelyeket képeslapként értékesített.
1909-től kezdett el autokróm lemezekkel dolgozni. Feltehetően ezek Németország legkorábbi színes fotói. 1911-ben megalapította a Színes Fényképészet Társaságát, amely főként képeslapokat és sztereoszkópikus képeket adott ki. A megfelelő megjelenítő eszközzel együtt forgalmazott sztereoszkópikus sorozat Chromoplast néven került kereskedelmi forgalomba.
Az első világháború alatt a 19 hivatalosan megbízott német hadifotográfus egyike volt, de közülük ő volt az egyetlen, aki  Elzász, Champagne és a Vogézek (németül: Vogesen) hadszíntereiről színes felvételeket készített. Ezek leginkább a lövészárkok világát mutatják be a harcok szüneteiben illetve a háborús pusztítás mementói.
A háború után sokat dolgozott a National Geographic Magazinnak.
1930 januárjától 1932 júniusáig Magyarországon a magazin megbízásából színes felvételeket készített Mezőkövesd, Mohács, Sopron, Szeged, Alsónyék, a Hortobágy és Újszentiván felkeresése során. Főként a falusi, pusztai életet, aratókat, piacozó falusiakat, életüket, népviseletüket örökítette meg, de készített fotókat Budapesten a pesti rakpart illetve Gellért-hegy felől a Várról is.
Utolsó munkái a magazinnak 1937-ben készültek Változó Berlin (Changing Berlin) címmel.
1944-ben Hildenbrand Stuttgartban lévő archívuma egy légitámadás következtében megsemmisült, így számos fényképének eredeti példánya elveszett. A nevét viselő Photo-Hildenbrand cég egészen 1997-ig létezett.

## Kiállítások és kiadványok
Már 2007-ben Hildenbrand számos képét kiállították az Erlangeni Városi Galériában a színes fényképezés centenáriuma alkalmából.
Színes első világháborús felvételeit francia kollégája, Jules Gervais-Courtellemont képeivel együtt 2009-ben mutatták be az Európa végnapjai (Endzeit Europa) című kiállításon a rheinsbergi Kurt Tucholsky Irodalmi Múzeumban, majd a Brandenburgi-Porosz Történelem Házában Potsdamban. A kiállítást ezt követően még további öt német (Rheinsberg és Potsdam, Finsterwalde, Erkner és Oranienburg) és öt francia helyszínen mutatták be. A kiállítást egy olyan könyv is kísérte, amely kortárs tanúk visszaemlékezéseinek gyűjteményét tartalmazza.
2018 őszén jelent meg nagymonográfiája Hans Hildenbrand. Udvari fényképész és a korai színes fényképezés úttörője (Hans Hildenbrand. Hofphotograph und Pionier der frühen Farbfotografie) címmel, amelyet a Baden-Württembergi Történelem Háza jelentetett meg.
2019. március 31-n a Ulm-i Városházán nyílt meg kiállítás Színes! Hans Hildenbrand és az első színes képek Ulmről (Es wird bunt! Hans Hildenbrand und die ersten Farbfotos von Ulm) címmel.

## Könyvek
- Hans Hildenbrand: Winterpracht – Zwölf farbige Naturaufnahmen, (~Téli csillogás – Tizenkét színes természetfotó), 1950. január 1.
- Peter Walther: Der Erste Weltkrieg in Farbe (~Az első világháború színesben), 8. Juli 2014 (fotóival)
- Hans Hildenbrand. Hofphotograph und Pionier der frühen Farbfotografie Gebundenes Buch (~Hans Hildenbrand. Udvari fényképész és a korai színes fényképezés úttörője), Haus der Geschichte Baden-Württemberg, 2018. július 2.

## Néhány színes fotója
Első világháborús franciaországi hadszínterek német oldalán:
Egyébː